# 布拉尼斯拉夫·亚诺什
布拉尼斯拉夫·亚诺什（1971年1月8日—），斯洛伐克男子冰球运动员。他曾代表斯洛伐克参加1994年和1998年冬季奥林匹克运动会冰球比赛，分别获得第六名和第十名。